# Geldersche Bank
De Geldersche Bank was een bank te Arnhem.
De bank werd in mei 1895 opgericht met een geplaatst kapitaal van 44.000 gulden. Over 1896, het eerste volledige boekjaar, werd na de nodige afschrijvingen en reserveringen een dividend van 4% uitgekeerd. In 1899 was het kapitaal gestegen tot 100.000 gulden; het dividend  over 1898 werd bepaald op 5,5%.In de loop der tijd gingen de zaken sterk achteruit totdat de bank in juni 1927 failliet werd verklaard.Eind 1927 werd aan crediteuren 25% uitgekeerd